# Maike Knirsch
Maike Knirsch (* 1995 in Stendal) ist eine deutsche Schauspielerin und Hörspielsprecherin.

## Leben
Maike Knirsch sammelte während ihrer Schulzeit im Jahr 2011 erste Schauspielerfahrungen am Theater der Altmark in Der Held der westlichen Welt (Regie: Hannes Hametner) und war Mitglied des Jungen DT am Deutschen Theater (Berlin). In dieser Zeit wirkte sie unter anderem an den Produktionen von Auerhaus (2017) in der Regie von Nora Schlocker, Kind ohne Zimmer von Annett Gröschner und Dieses Kind von Joël Pommerat mit.
Nach einem Abschluss am Filmgymnasium Babelsberg studierte sie von 2014 bis 2018 Schauspiel an der Berliner Hochschule für Schauspielkunst Ernst Busch. Nach ihrem Schauspielstudium hatte sie von 2017 bis 2020 ein festes Engagement am Deutschen Theater Berlin. Seit der Spielzeit 2020/21 ist sie Ensemblemitglied am Thalia Theater (Hamburg).
Seit 2020 ist sie auch mit größeren Rollen in Hörspielen vertreten, etwa in der Hauptrolle der Ermittlerin Nancy Ritter in der Hörspielreihe ARD Radio-Tatort.

## Auszeichnungen
- 2021: Boy-Gobert-Preis für den schauspielerischen Nachwuchs[8]

## Hörspiele (Auswahl)
- 2020: Calle Fuhr: In die Sterne. Regie: Petra Feldhoff (Hörspielbearbeitung – WDR)
- 2020: Dirk Laucke: Radio-Tatort: Erster Angriff. Regie: Stefan Kanis (Original-Hörspiel, Kriminalhörspiel – MDR)
- 2021: Dirk Laucke: Radio-Tatort: Schlachten und Zerlegen. Regie: Stefan Kanis (Original-Hörspiel, Kriminalhörspiel – MDR)[9]

## Filmografie
- 2022: SOKO Hamburg (Fernsehserie, Folge Hafennixen)